# Теляково (Минская область)
Теляково (бел. Цяля́кава) — деревня в Узденском районе Минской области Беларуси. В составе Дещенского сельсовета. До 2009 года была центром Теляковского сельсовета. Население 185 человек (2009).

## География
Расположена в 15 км на северо-восток от города Узда, 50 км от Минска, 37 км от железнодорожной станции Негорелое на линии Минск—Барановичи, автомобильной дорогой соединена с Уздой, шоссе Р23 (Минск — Слуцк).

### Гидрография
Местность принадлежит бассейну Немана, рядом с селом находится сеть мелиорационных канав со стоком в реку Олеховка. Восточнее Теляково проходит глобальный водораздел Чёрного и Балтийского морей, мелиорационные канавы в 5 км к востоку уже имеют сток в реку Шать.

## История
Ранее считалось, что поселение впервые упоминается в письменных источниках с 1582 года. Однако научный сотрудник Национального исторического архива Республики Беларусь Вадим Врублевский нашел в архиве подтверждение на владение Теляково шляхтича Юрия Сологуба, датированное 27 мая 1500 года.
Входило в состав Минского уезда ВКЛ.
С 1793 года в составе Российской империи, село Узденской волости Игуменского уезда. Собственность Радзивиллов, с 1857 года — Гартингов.
В 1812 году через село проходили войска французского корпуса Даву.
На 1866 год в селе 24 двора, 284 жителя, церковь. В 1876 году работал трактир.
В начале XX века — 64 двора, 497 жителей. Рядом с селом было имение Теляково, 1 хозяйство, 81 житель. В XIX веке в Теляково была выстроена дворянская усадьба.
После революции открыта начальная советская школа. В 1919 году Теляково вошло в БССР. С 1924 года центр сельсовета.
В начале 1930-х годов работали колхоз «Прогресс», стельмашня, шорная мастерская, кузница и маслозавод. В годы немецкой оккупации Беларуси 1941-1944 гг. входила в состав Слуцкого округа Генерального округа «Беларусь». Была создана волость с центром в Теляково.
Во время Великой Отечественной войны оккупирована с июня 1941 по июль 1944 года. В окрестностях деревни активно действовали партизанские отряды. Периодически в деревне находились полицейские и воинские части. Против немецких оккупантов действовала подпольно патриотическая группа под руководством Шимановича Макара Даниловича.
В 2000 году в селе был 101 двор и 253 жителя.
В 2007 году — 92 хозяйства, 182 жителя.
Действует магазин.
На территории деревни находятся: братская могила советских воинов и партизан, погибших в Великую Отечественную войну.
До 30 октября 2009 года деревня входила в состав Теляковского сельсовета. С 2009 года по 2013 гг. в составе Узденского сельсовета.

## Население

### Численность
- 2009 год — 185 человек

### Динамика
- 2009 год — 185 человек (перепись населения)

## Культура
- Дом культуры
- Библиотека

## Достопримечательности
- Амбар бывшей дворянской усадьбы.
- Братская могила советских воинов и партизан.

## Известные лица
- Елена Сергеевна Гурская (род. 1950) — белорусский литературовед.